# Antidiabetico orale
Gli antidiabetici orali sono farmaci usati nel diabete mellito di tipo 2 che agiscono con diversi meccanismi, ad esempio stimolando la produzione di insulina dalle cellule (beta) ancora funzionanti nelle isole di Langerhans del pancreas o sensibilizzando i tessuti periferici alla captazione di insulina. La denominazione richiama la modalità di somministrazione orale (ad esempio sotto forma di compresse) in contrapposizione all'insulina, somministrata solitamente mediante iniezione sottocutanea.

## Farmaci ipoglicemizzanti orali
Una tempo veniva somministrata insulina d'origine bovina, che però poteva dare problemi antigenici, inoltre la somministrazione era transcutanea, quindi fastidiosa a lungo andare. Per tali motivi si è cercato negli anni di sviluppare altri strumenti terapeutici che potessere avere una funzione ipoglicemizzante, fino a svilupparne svariati, come:
- Biguanidi (come la metformina);
- Sulfaniluree;
- Incretine;
- Tiazolidinedioni;
- Inibitore alfa-glucosidasi.

## Secretagoghi
Sono i farmaci che aumentano la secrezione di insulina, quindi l'approccio terapeutico è di aumentare la liberazione di insulina da parte del pancreas. Ne fanno parte:
- Sulfaniluree: con varie differenze gìfarmacocinetiche:
  - Hanno emivita breve, metabolismo epatico ed eliminazione renale;
  - Si distinguono in: di I generazione (tolbutamide, clorpropamide, tolazamide) e II generazione (glibenclamide, glicazide, glisolamide, generalm), queste più potenti;
- Glinidi: meglitinide, repaglinide, nateglinide.

Legano la subunità SUR1/ABCC8 del canale del potassio, rilevante nel controllo dello stato elettrico della membrana della cellula. SUR non è presente solo nel pancreas, ma anche in altri distretti. Questi farmaci però hanno effetto principalmente sul SUR1 pancreatico. Infatti hanno effetto sulla produzione di ATP, sulla chiusura del canale del potassio e depolarizzano la cellula. Presentano differenze cinetiche e d'interazione: ne consegue inibizione più o meno prolungata glucosio -dipendente. I problemi che possono insorgere riguardano possibili crisi ipoglicemiche, per un eccesso d'escrezione d'insulina.

## Metformina
La metforina è un biguanide, caposaldo della terapia ipoglicemizzante orale. È infatti il farmaco di prima scelta nel trattamento del diabete di tipo II.
Il suo meccanismo d'azione non è del tutto ancora chiaro, ci sono infatti due ipotesi:
1. Regolazione/attivazione di AMPK;
2. Ruolo nel signaling da AMPK.

Il meccanismo più riconosciuto attualmente è su AMPK: enzima chinasico che è attivato ogni qualvolta vi sia riduzione del rapporto ATP/ADP da: 1) ridotta produzione di ATP (per ipossia, carenza intracellulare di glucosio); 2)aumentato consumo di ATP (per aumento dell'esercizio fisico). L'attivazione di AMPK porta a aumento dell'ossidazione degli acidi grassi e riduzione della loro esterificazione a trigliceridi e contenuto adiposo cellulare, oltre che ad inibizione dei processi anabolici non indispensabili per l'immediata sopravvivenza cellulare. Avviene anche un aumento dell'uptake di glucosio per meccanismi non insulino-dipendenti.
Vi sono effetti della metformina legati alla fosforilazione di un sito specifico di AMPK, ovvero su treonin172. Probabili sono anche gli effetti di dissociazione sulla catena mitocondriale e in particolare sul complesso mitocondriale I, per cui una parte dell'attiivtà potrebbe essere legata al fatto che ci sia maggior consumo d'energia. 
Gli effetti antidiabetici sono legati alla:
- Inibizione della gluconeogenesi epatica;
- Aumento del trasporto di glucosio nel muscolo.